# Alchemilla matreiensis
Alchemilla matreiensis é uma espécie de rosácea do gênero Alchemilla, pertencente à família Rosaceae.